# Antu-Mensch
Als Antu-Mensch (安图人,  Āntúrén, englisch Antu Man) werden spätpaläolithische Fossilien des Homo sapiens (chin. Wanqi zhiren) bezeichnet, die 1964 in der nordostchinesischen Provinz Jilin in einer Höhle bei der Großgemeinde Mingyue (明月镇) im Kreis Antu entdeckt worden sind. Mit der Radiokohlenstoffmethode wurden sie auf ein Alter von 35.370 ± 1.850 bis 26.560 ± 550 Jahren datiert.